# 에드먼드 윌리엄 맥그리거 맥키
에드먼드 윌리엄 맥그리거 맥키(Edmund William McGregor Mackey, 1846년 3월 8일 ~ 1884년 1월 27일)는 미국의 정치인이다.

## 경력
- 찰스턴 변호사 자격 취득
- 1868 ~ 1872 찰스턴 카운티 보안관
- 1868 ~ 1877 찰스턴 시의원
- 1873.10 ~ 1874.03 사우스캐롤라이나 찰스턴 카운티 선거구 하원의원
- 1876.11 ~ 1877.05 사우스캐롤라이나 찰스턴 카운티 선거구 하원의원
- 1876.11 ~ 1877.05 제29대 사우스캐롤라이나 하원의장
- 1872 공화당 전당대회 대의원
- 1875.03 ~ 1876.07 제44대 미국 사우스캐롤라이나주 제2선거구 연방하원의원
- 1880 공화당 전당대회 대의원
- 1880 ~ 1884.01 제2대 사우스캐롤라이나 공화당 의장
- 1878 ~ 1881 사우스캐롤라이나 검사
- 1882.05 ~ 1883.01 제47대 미국 사우스캐롤라이나주 제2선거구 연방하원의원
- 1883.01 ~ 1884.01 제48대 미국 사우스캐롤라이나주 제7선거구 연방하원의원

## 역대 선거 결과
| 선거명        | 직책명                                | 대수 | 정당   | 득표율 | 득표수   | 결과 | 당락                             |
| ------------- | ------------------------------------- | ---- | ------ | ------ | -------- | ---- | -------------------------------- |
| 1874년 선거   | 하원의원 (사우스캐롤라이나 제2선거구) | 44대 | 무소속 | 54.11% | 16,746표 | 1위  | 사우스캐롤라이나주 하원의원 당선 |
| 1878년 선거   | 하원의원 (사우스캐롤라이나 제2선거구) | 46대 | 공화당 | 39.06% | 13,182표 | 2위  | 낙선                             |
| 1880년 선거   | 하원의원 (사우스캐롤라이나 제2선거구) | 47대 | 공화당 | 41.17% | 12,297표 | 2위  | 낙선                             |
| 1882년 재선거 | 하원의원 (사우스캐롤라이나 제2선거구) | 47대 | 무소속 | %      | 표       | 1위  | 사우스캐롤라이나주 하원의원 당선 |
| 1882년 선거   | 하원의원 (사우스캐롤라이나 제7선거구) | 48대 | 공화당 | 64.84% | 표       | 1위  | 사우스캐롤라이나주 하원의원 당선 |

## 참고 자료
- 위키미디어 공용에 에드먼드 윌리엄 맥그리거 맥키 관련 미디어 분류가 있습니다.